# 坂本洋子
坂本 洋子（さかもと ようこ、1963年9月9日 - ）は、日本の元舞台女優。かつて劇団「お伽座」に所属して芸能活動をしていた。神奈川県出身。
フリーアナウンサーの坂本洋子とは同姓同名の別人。

## 経歴
1983年、前年の1982年に関本三芳によって旗揚げされたばかりのお伽座に入団し、舞台女優として芸能活動を開始。
1992年、『紅の豚』公開後のスタジオジブリが次代を担う若手アニメーターの育成を目的として、若手アニメーターだけでテレビ用スペシャルアニメを制作する企画が立てられ、作品として氷室冴子原作の『海がきこえる』が選ばれる。オーディションによって他の出演者と担当役は決まるも、ヒロインである武藤里伽子役だけが決まらずに残っていた。制作にあたって同作のプロデューサーを務めることになった高橋望が「小劇団お伽座に演技の上手い女優が居る」という話を聞きつけ、その女優がどんな演技をするのかを確認するため、公演期間中であったミヒャエル・エンデ原作の舞台『モモ』を観に行ったところ、主役を演じていたのが坂本であった。彼女の演技力の高さに魅せられた高橋が直ちに坂本に出演交渉をしたところ、本人が出演交渉に応じたため、武藤里伽子役として出演が決まる。歌も上手かったため、同作では主題歌「海になれたら」の歌唱も担当することになった。『海がきこえる』は1993年に完成し、5月5日に日本テレビによるゴールデンウイーク特別企画の1つとして放送される。
その後も舞台を中心に活動したが、1990年代後半に結婚したのを期に芸能活動を停止し、事実上の引退状態となる。
その後、2006年に『海がきこえる』の監督を務めた望月智充の演出で制作された『しにがみのバラッド。』第6話にて主要人物である小堺桜役で出演するが、これが公式に判明している最後の出演作である。

## 出演

### 舞台
- 銀河鉄道の夜（原作：宮沢賢治）[3]
- モモ（原作：ミヒャエル・エンデ）[3]

※この前後にも劇団員として多数の舞台作品に出演したが、記録がほぼ残されていないため、詳細は不明。

### テレビアニメ
- 海がきこえる（1993年） - 武藤里伽子 役
- しにがみのバラッド。 第6話（2006年） - 小堺桜 役